# 异色溲疏
异色溲疏（学名：Deutzia discolor）为虎耳草科溲疏属下的一个种。其种加词“discolor ”意为“异色的”。
现接受名为Deutzia maximowicziana Makino, 1894。